# Zelotes hazarmerdensis
Espèce
Zelotes hazarmerdensis est une espèce d'araignées aranéomorphes de la famille des Gnaphosidae.

## Distribution
Cette espèce est endémique de la province d'As-Sulaymaniya en Irak,. Elle se rencontre vers Bakrajo.

## Description
La femelle holotype mesure 5,70 mm.

## Systématique et taxinomie
Cette espèce a été décrite par Zamani et Marusik en 2024.

## Étymologie
Son nom d'espèce, composé de hazarmerd et du suffixe latin -ensis, « qui vit dans, qui habite », lui a été donné en référence au lieu de sa découverte, Hazar Merd.

## Publication originale
- Zamani, Khudhur & Marusik, 2024 : « New data on spiders (Arachnida: Araneae) of Iraqi Kurdistan, with new species and records. » Zootaxa, no 5492(2), p. 260-278.